# 람보르기니: 전설이 된 남자
《람보르기니: 전설이 된 남자》(영어: Lamborghini: The Man Behind the Legend)는 2022년 미국의 전기 영화로, 람보르기니의 창립자 페루치오 람보르기니의 삶을 다루었다. 로버트 모레스코 감독이 연출했고, 프랭크 그릴로가 주인공 페루치오를 연기했다.

## 줄거리
영화 "람보르기니: 전설이 된 남자"는 이탈리아의 사업가 페루치오 람보르기니의 파란만장한 삶을 그린 전기 영화다. 영화는 그의 초기 경력, 즉 트랙터 제조 사업부터 시작하여, 그가 어떻게 자신의 이름을 딴 상징적인 람보르기니 자동차를 디자인하고 제작하게 되었는지, 그리고 그 과정에서 어떻게 자신의 확고한 유산을 만들어냈는지 보여준다. 즉, 람보르기니라는 자동차 브랜드의 탄생과 그 창업자의 삶을 조명하는 작품이다.

## 출연진
- 프랭크 그릴로/로마노 레자니(아역) - 페루치오 람보르기니 역
- 게이브리얼 번 - 엔초 페라리
- 미라 소르비노 - 안니타
- 마테오 레오니 - 마테오
- 해나 밴더베스트헤이슨 - 클렐리아 몬티
- 프란체스카 티차노 - 가브리엘라
- 프란체스카 데마르티니 - 에벨리나 람보르기니
- 줄리오 메차 - 에드몬도 람보르기니
- 조반니 스코티 - 실비오 람보르기니
- 포르투나토 체를리노 - 안토니오 람보르기니
- 조르조 칸타리니 - 조르조 람보르기니
- 엘리아나 존스 - 빌리 알란드